# Список персонажей телесериала «90210: Новое поколение»
«90210: Новое поколение» — молодёжный американский телесериал, представляющий собой одновременно и ремейк, и продолжение сериала 1990 года «Беверли-Хиллз, 90210».
Ниже представлен список основных и второстепенных персонажей телесериала.

## Основные персонажи

### Энни Уилсон
Энни Уилсон (Шеней Граймс) — дочь Гарри и Дэбби. С удивлением узнаёт, что Итан изменяет своей подруге Наоми, с которой у Энни завязывается долгое соперничество на почве парней. Когда Итан окончательно порывает с Наоми, они с Энни пытаются скрывать свой роман от окружающих. Однако, когда Наоми узнаёт об этом, между девушками начинается настоящая война, иногда прекращающаяся на короткие мгновенья перемирия.

### Диксон Уилсон
Диксон Уилсон (Тристан Уайлдз) — приёмный сын Дэбби и Гарри. Афро-американец. Он влюбляется в Сильвер, но расстаётся с ней после того, как узнаёт, о поцелуе девушки с Итаном перед самым его отъездом в спортивный лагерь.

### Наоми Кларк
Наоми Кларк (Анна-Линн Маккорд) — самая популярная девчонка в школе, бывшая подруга Сильвер и девушка Итана.

### Лиам Курт
Лиам Курт (Мэтт Лантер) — парень с крутым нравом, за которым охотится Наоми после расставания с Итаном.

### Навид Ширази
Навид Ширази (Майкл Стэгер) — репортёр школьной газеты, тайно влюблённый в Адрианну. Он завоёвывает её сердце и помогает в трудные минуты, но в начале 2 сезона, девушка бросает его ради Тэдди.

### Адрианна Тэйт-Дункан
Адрианна Тэйт-Дункан (Джессика Лаундс) — школьная примадонна, актриса и певица, у которой есть проблемы с наркотиками.

### Итан Уорд
Итан Уорд (Дастин Миллиган) — звезда лакроса, парень Наоми, который несколько лет назад был влюблён в Энни.

### Эйрин Сильвер
Эйрин Сильвер (Джессика Строуп) — младшая сестра школьного психолога Келли Тейлор, бывшая подруга Наоми, которая ведёт свой блог под названием Порочный круг, где рассказывает все сплетни о жизни своих испорченных одноклассников.

### Тэдди Монтгомери
Тэдди Монтгомери (Тревор Донован) — звезда тенниса, первый парень Адрианны, с которым у Сильвер начинается роман во 2 сезоне. В 3 сезоне выясняется, что Тэдди — латентный гомосексуалист.

### Айви Салливан
Айви Салливан (Джиллиан Зинцер) — девчонка, с мальчишечьим характером. Тайно влюблена в Лиама, хотя он её в упор не замечает. Вскоре у Айви начинается роман с Диксоном, в который встревает её первый парень Оскар.

### Райан Мэттьюз
Райан Мэттьюз (Райан Эгголд) — преподаватель английской литературы, встречался с Джен Кларк, которая родила ему сына Джека.

### Гарри Уилсон
Гарри Уилсон (Роб Эстес) — новый школьный директор, старый друг Келли Тейлор. Перевозит свою семью в дом матери Табиты, где он вырос, чтобы помочь избавиться ей от пагубного пристрастия к алкоголю.

### Дэбби Уилсон
Дэбби Уилсон (Лори Локлин) — жена Гарри, фотограф. Судя по всему, имеет сложные отношения с Табитой, однако в скором времени они находят общий язык.

### Табита Уилсон
Табита Уилсон (Джессика Уолтер) — эксцентричная актриса, звезда кино 1970-х, мать Гарри, бабушка Диксона и Энни.

## Второстепенные персонажи
Радж Кхер (Маниш Дайал) — молодой человек, умирающий от рака. Айви влюбилась в него и вышла замуж.
Макс Миллер (Джош Цукерман) — ботан «Западного Бервели», в которого влюбилась Наоми. 
Тай Коллинз (Адам Грегори) — звезда школьного театра и самый популярный мальчик в школе, у которого начинается роман с Энни. Кроме того, выясняется, что когда-то Адрианна переспала с ним, и теперь девушка беременна от Тая, который повёл себя в сложившейся ситуации не самым лучшим образом.
Джордж Эванс (Келлан Латц) — спортсмен из команды по лакроссу. Задира и хулиган, возможно, употребляет наркотики.
Оззи (Майкл Тревино) — обаятельный парень, с которым Наоми встретилась, отбывая наказание за то, что спрятала у себя наркотики Адрианны. Между Наоми и Оззи складываются интересные взаимоотношения — он признаётся девушке, что не любит играть в игры, но готов дать Наоми шанс. Однако, в тот момент голова девушки занята другими мыслями — коварным планом мести Энни, за то что та начала встречаться с Итаном. В итоге, возможные отношения Оззи и Наоми не получили дальнейшего развития.
Джиа Монетти (Румер Уиллис) — работает вместе с Навидом в школьной газете. Открытая лесбиянка и бывшая алкоголичка, которая сближается на этой почве с Адрианной. Вскоре девушек начинается роман, однако Джии не нравится, что Адрианна стыдится своей бисексуальности. В итоге, после ссоры с Эйд, Джиа переспала со своей бывшей девушкой, и влюблённые расстались.
Джаспер Герман (Зак Шерман) — нарко-дилер и молодой киношник, влюбившийся в Энни. Джаспер — племянник Джо Германа, мужчины, которого сбила насмерть Энни. Когда Энни узнаёт, что Джаспер продал наркотики Адрианне, девушка решает порвать с ним, но юноша начинает шантажировать Энни, так как он уже давно догадался, что это именно она сбила его дядю. Когда же Энни понимает, что больше не может встречаться с Джаспером, он пытается покончить с собой, спрыгнув с надписи Голливуд, однако отделывается лишь ушибами и переломами. Когда Энни приходит к нему в больницу, Джаспер говорит, что никогда бы не сдал её полиции, и что он по-прежнему её очень любит.
Ронда Кимбл (Эйми Тигарден) — Итан врезается в её машину, и после этого чувствует себя виноватым. К тому же Ронда обижена, что он даже не замечал её в школе, хотя они вместе ходят в один класс. Ронда, влюблённая в Итана, симулирует свои травмы, чтобы приковать к себе внимание Итана. Она даже признаётся ему в любви, но Итан отвечает, что у него есть девушка (в тот момент он встречался с Энни), и что он относится к Ронде лишь как к другу.
Лайла (Эмбер Уоллес) — работает в школьной газете. У неё был короткий роман с Навидом, но юноша порвал с ней, честно признавшись, что всё ещё любит Адрианну.
Хавьер Луна (Диего Бонета) — музыкант, с которым Адрианна записала дуэт, а потом отправилась в турне. У юноши были свои планы на Эйд, поэтому он решает отомстить девушке, когда узнаёт, что она вновь встречается с Навидом, обещая разрушить её карьеру. Однако Хавьер погибает в автокатастрофе, а Эйд присваивает себе его песню. Она исполняет её на мемориальной службе — вскоре в интернете появляется видео, которое видит дядя Хавьера, догадавшийся, что Адрианна украла песню его племянника.
Оскар (Блэр Рэдфорд) — друг детства Айви, мечтающий отомстить её матери, Лорел, за то, что она разбила его семью — юноша переспал с самой Лорел и соблазнил Айви.
Йен (Кайл Рябко) — парень, с которым провёл ночь Тэдди.
Марко (Фредди Смит) — парень Тэдди, с которым юноша расстался в лето после окончания школы.
Кимберли МакЭнтайр (Джессика Лукас) — полицейский под прикрытием, встречалась с Райаном Мэттьюзом.
Шон Каванов (Джош Хендерсон) — неизвестный юноша, выдававший себя за сына Гарри и Трейси, которого женщина отдала на усыновление много лет назад. Он исчез сразу, как получил деньги от семьи Кларк, сказа, что его преследуют головорезы из-за долгов приёмного отца.
Саша (Мекиа Кокс) — девушка, с которой у Диксона начинается роман в начале 2 сезона. Она гораздо старше юноши, а когда узнаёт о разнице в возрасте, пытается расстаться с ним, но не выдерживает и возобновляет отношения. Позже пытается удержать Диксона, осознавшего, что между ними мало общего, вымышленной беременностью, однако Дэбби понимает, что девушка лжёт, и вскоре молодые люди расстаются окончательно.
Мистер Майлз Кэннон (Хэл Озсан) — куратор школьной газеты, которого из-за обиды Наоми обвиняет в сексуальных домогательствах. Когда выяснилось, что Наоми врёт, сама девушка поняла, что помыслы молодого мужчины были не так чисты, как она считала. В конце 2 сезона, мистер Кэнон действительно изнасиловал Наоми.
Трипп Уэллингтон (Алан Ритчсон) — старый друг Тэдди, в которого он был влюблён. Оказался геем. Тэдди провёл с ним ночь, но перестал общаться, когда узнал, что у Триппа есть парень, которые придерживается современных взглядов на отношения.
Виктор Луна (Нестор Серрано) — дядя Хавьера, музыкальный менеджер, заставивший Адрианну работать на него, шантажируя девушку тем, что она украла песню Хавьера и выдала её за свою.

## Семья

Промо-фото сериала для журнала People (2008 год). Слева направо: Тристан Уайлдз, Джессика Уолтер, Лори Локлин, Роб Эстес и Шеней Граймс.

Другие родственники Диксона и Энни:
Дана Боуэн (Эйприл-Паркер Джонс) — биологическая мать Диксона, которой пришлось отдать сына в приёмную семью из-за болезни.
Эмили (Эбби Кобб) — завистливая кузина Энни и Диксона, решившая «украсть» жизнь сестры, получив роль в театре, пытаясь соблазнить Лиама и настроив подруг против девушек.
Родственники Лиама:
Джеффри Саркосян (Джон Шнайдер) — отчим Лиама, который достаточно строг и часто не справедлив к пасынку. Он отправил его в военный лагерь, а во 2 сезоне Лиам видит отчима с любовницей.
Колин Саркосян (Сара Даниэль Мэдисон) — мать Лиама, защищающая сына от гневного характера отчима.
Финн Курт  (Скотт Паттерсон) — биологический отец Лиама, отсидевший в тюрьме и обманом подтолкнувший сына к краже дорогой коллекции монет из дома своего отчима. Завладев монетами, Финн исчезает.
Чарли Сэлби (Эван Росс) — сводный брат Лиама, с которым встречается Энни. Из-за разногласий, которые были между ними в детстве, Лиам не хочет наладить отношения с братом.
Родственники Тэдди:
Спэнсер Монтгомери (Райан О’Нил) — кино-звезда, отец Тэдди, который очень давит на сына своим авторитетом и не одобряет личную жизнь Тэдди, ставя превыше всего его спортивную карьеру.
Саванна Монтгомери (Джулианна Гилл) — сестра Тэдди, которую Сильве приняла за подружку юноши.
Чарльз (Робин Томас) — политик, дядя Тэдди, который использовал гомосексуальность племянника для успеха своей предвыборной кампании.
Родственники Навида:
Омар Ширази (Шон Дюк) — отец Навида, порно-король, которого посадили в тюрьму за то, что он снимал несовершеннолетних девушек в своих фильмах.
Атуса Ширази (Фабиана Уденио) — мать Навида, уговорившая Адрианну отменить свадьбу в конце первого сезона.
Лейла Ширази (Саммер Бишил) — сестра Навида, которая в свой выпускной год осталась жить с братом в Калифорнии и устроила ему много неприятностей, в частности инсценировав собственное похищение.
Амаль Ширази (Энтони Азизи) — постоянный партнёр Омара, который шантажировал Навида нанесением вреда Сильвер, если тот откажется с ним работать после ареста Омара.
Родственники Наоми:
Трейси Кларк (Кристина Мур) — мать Джен и Наоми, бывшая жена Чарльза, школьная подруга Гарри, в тайне родившая ему сына и отдавшая его на воспитание в приёмную семью.
Чарльз Кларк (Джеймс Патрик Стюарт) — бизнесмен, отец Наоми и Джен.
Джен Кларк (Сара Фостер) — коварная сестра Наоми, соблазнившая парня Наоми и убедившая девушку, что это Энни отбила у неё любимого парня.
Родственники Сильвер:
Келли Тейлор (Дженни Гарт) — школьный психолог, давний друг Гарри, которая вскоре понимает, что не равнодушна к нему.
Джеки Сильвер (Энн Джиллеспи) — мать Келли и Сильвер. После очередного развода с Мэлом и многочисленным романа возвращается к алкоголю, полностью разорвав отношения с дочерьми. Во 2 сезоне выясняется, что у неё рак, а в 10 серии она умирает.
Сэмми МакКей (Райли Томас Стюарт) — племянник Сильвер, сын Келли и Дилана.
Родители Айви:
Лорелл Салливан (Келли Линч) — музыкальный продюсер, занимающийся карьерой Адрианны, своенравная мать Айви Салливан.
Родственники Адрианны:
Констанция Тэйт-Дункан (Мэйв Квинлен) — строгая мать Адрианны.
Мэйзи (Мэйтлин Шварц) — дочь Адрианны, которую она отдала бездетной паре. Через несколько лет, Сильвер начала встречаться с Грегом, приёмным отцом девочки.